# Vincent Paronnaud
Vincent Paronnaud, més conegut com Winshluss (La Rochelle, 20 de febrer de 1970), és un autor de còmic i cineasta francès.

## Trajectòria
Winshluss va publicar les seves primeres pàgines al fanzine Les aventures de Miguel l'any 1995. Va col·laborar en la revista Ferraille, de la qual va prendre'n les regnes amb el seu amic Cizo. Les seves obres de còmic inclouen els one-shots Super negra (1999), Monsieur Ferraille (2001), Pat Boon (2001), Welcome to the Death Club (2002), Smart Monkey (2002), Cornélius ou l'art de la mouscaille et du pinaillage (2007), Pinocchio (2008), Flip et Flopi 1996 1998, In God We Trust (2013) i Les fées - An electric story (2014), així com les sèries de còmics (AUT) Winshluss (2004-2014) i Wizz et Buzz (2006-2007).
Paronnaud és també conegut per escriure i codirigir amb Marjane Satrapi la pel·lícula d'animació Persèpolis (2007), per la qual va rebre nombrosos premis, com ara el Premi del Jurat al Festival de Canes de 2007 i els César a la millor primera pel·lícula i a la millor adaptació, així com una nominació als Oscars el 2008 en la categoria de millor pel·lícula d'animació.
Dans la forêt sombre et mystérieuse és un còmic per a joves que, a diferència de la majoria de les seves obres, acaba bé, perquè al seu fill li agraden les històries amb final feliç.

## Obres

### Còmics

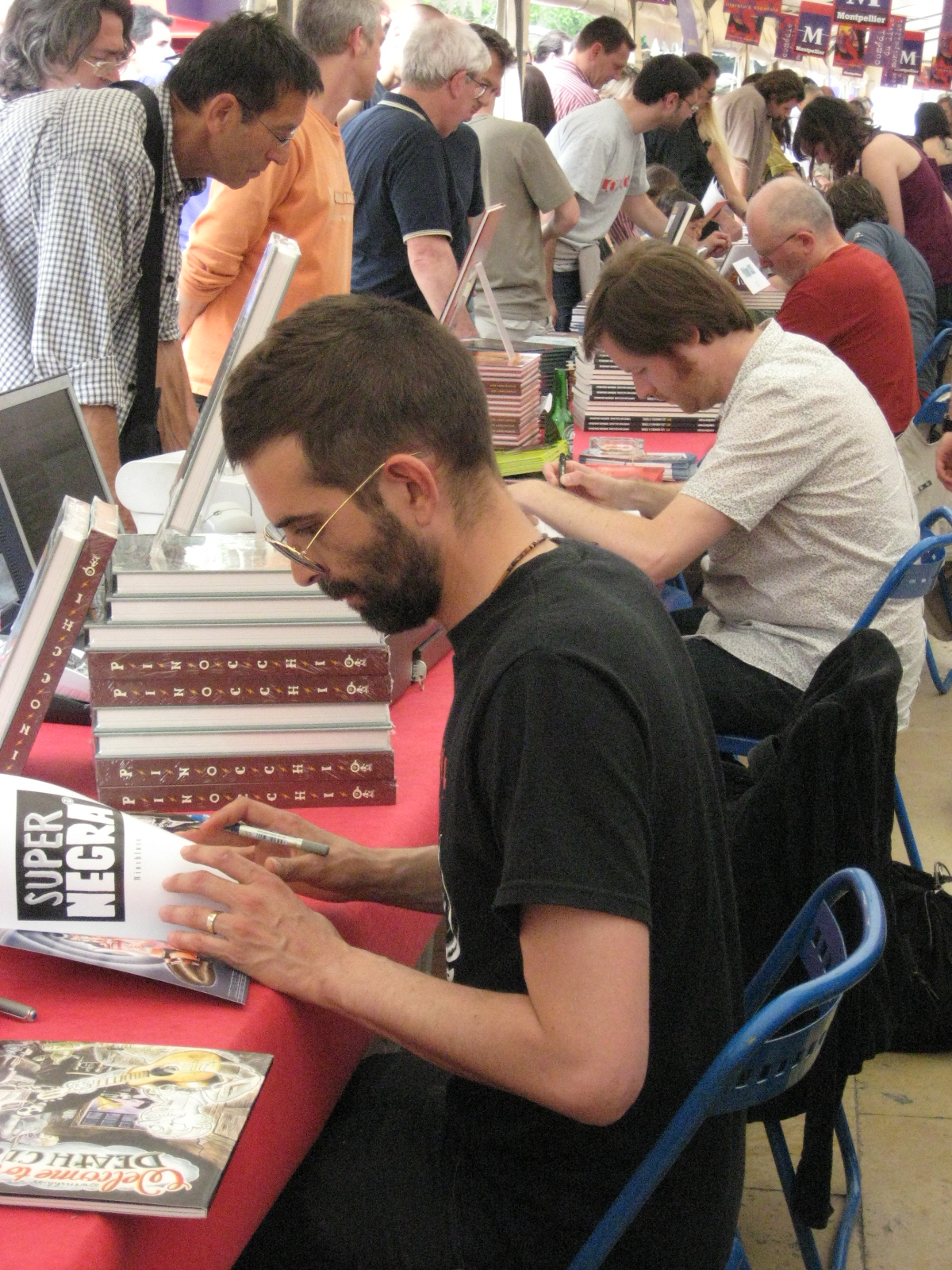
Vincent Parannaud a la Comédie du livre de Montpeller el 2009

| Any  | Títol                                          | Editorial            | ISBN                   | Notes                                                            |
| ---- | ---------------------------------------------- | -------------------- | ---------------------- | ---------------------------------------------------------------- |
| 1999 | 7 Façons d'en finir avec l'humanité            | Le Dernier Cri       |                        |                                                                  |
| 1999 | Super negra #1                                 | Les Requins Marteaux |                        |                                                                  |
| 1999 | Wizz et Buzz                                   | Delcourt             |                        | Amb Cizo.                                                        |
| 2000 | Comix 2000                                     | L'Association        |                        | Amb Cizo. Àlbum col·lectiu en blanc i negre.                     |
| 2001 | Welcome to the Death Club                      | 6 Pieds sous terre   |                        | Reedició de 2010 d'Éditions Cornélius amb material inèdit.       |
| 2001 | Monsieur Ferraille                             | Les Requins Marteaux |                        | Amb Cizo.                                                        |
| 2001 | Pat Boon - "Happy End"                         | L'Association        |                        |                                                                  |
| 2004 | Smart Monkey                                   | Cornélius            |                        |                                                                  |
| 2006 | Gras Double, Volum 1                           |                      |                        |                                                                  |
| 2007 | Wizz et Buzz, Volum 2                          | Delcourt             | ISBN 978-2-7560-0873-8 | Col·lecció «Shampooing».                                         |
| 2008 | Pinocchio                                      | Les Requins Marteaux | ISBN 978-2-84961-067-1 | Fauve d'or: premi al millor àlbum al Festival d'Angulema 2009.   |
| 2013 | In God We Trust                                | Les Requins Marteaux | ISBN 978-2-84961-149-4 |                                                                  |
| 2016 | Dans la forêt sombre et mystérieuse            | Gallimard            | ISBN 978-2-07-065570-0 | [ 6 ]                                                            |
| 2017 | Gang Of Four                                   | Les Requins Marteaux | ISBN 978-2-84961-233-0 | [ 7 ]                                                            |
| 2019 | L'anarchie - Théories et pratiques libertaires | Le Lombard           | ISBN 978-2-8036-7578-4 | Amb Véronique Bergen. Col·lecció «La petite bédéthèque savoirs». |
| 2021 | J'ai tué le soleil                             | Gallimard            | ISBN 978-2-075-08410-9 |                                                                  |

### Filmografia
| Any  | Títol                                                                                      | Director | Guionista | Format        | Notes                                 | Ref.         |
| ---- | ------------------------------------------------------------------------------------------ | -------- | --------- | ------------- | ------------------------------------- | ------------ |
| 2003 | Raging Blues                                                                               | Sí       | Sí        | Curtmetratge  | Animació, en blanc i negre. Amb Cizo. | [ 8 ] [ 9 ]  |
| 2004 | O'Boy, What Nice Legs !                                                                    |          |           | Curtmetratge  | Animació.                             | [ 9 ]        |
| 2007 | Persèpolis (Persepolis)                                                                    | Sí       | Sí        | Llargmetratge | Amb Marjane Satrapi.                  | [ 8 ]        |
| 2009 | Villemolle 81                                                                              | Sí       | Sí        | Llargmetratge |                                       | [ 8 ]        |
| 2009 | Hollywood superstars avec Mr Ferraille - la biographie non autorisée de Monsieur Ferraille | Sí       | Sí        | Curtmetratge  | Mockumentary. Amb Cizo.               | [ 10 ] [ 9 ] |
| 2010 | Il était une fois l'huile                                                                  | Sí       | Sí        | Curtmetratge  | Amb l'estudi Je suis bien content.    | [ 8 ]        |
| 2011 | Poulet aux prunes                                                                          | Sí       | Sí        | Llargmetratge | Amb Marjane Satrapi.                  | [ 8 ]        |
| 2012 | Smart Monkey                                                                               | Sí       |           | Curtmetratge  |                                       | [ 8 ]        |
| 2014 | Territoire                                                                                 | Sí       | Sí        | Curtmetratge  |                                       | [ 8 ]        |
| 2017 | La mort père et fils                                                                       |          |           | Curtmetratge  | Animació, stop-motion.                |              |
| 2018 | Welcome to the Death Club                                                                  |          |           | Curtmetratge  | Animació.                             |              |
| 2020 | Hunted                                                                                     | Sí       | Sí        | Llargmetratge |                                       | [ 8 ]        |

## Reconeixement
- 2007: Premi Especial d'Ajuda a la Creació de la Fundació Gan per al Cinema per Persépolis.
- 2007: Trofeu Sutherland del Festival de Cinema de Londres per la pel·lícula Persèpolis.[11]
- 2008: Premi Cinema for Peace a la pel·lícula més valuosa de l'any, compartit amb Marjane Satrapi per Persèpolis.
- 2008: Premi Globe de Cristal a la millor pel·lícula per Persèpolis.
- 2009: Premi Fauve d'or al millor àlbum per Pinocchio al Festival International de la Bande Dessinée d'Angulema, després que l'àlbum fos traduït a l'anglès.[12][13]
- 2010: Premi Max i Moritz a la millor publicació de còmics importats per Pinocchio.
- 2013: Trofeu HQ Mix a la millor edició especial estrangera per l'edició brasilera de Pinocchio.[14][15]
- 2013: Premi del Noor Iranian Film Festival al millor director d'animació, compartit amb Marjane Satrapi, per Poulet aux prunes.
- 2016: Palleta d'or 2016 (ex-Premi Baobab) de la Fira del Llibre Juvenil de Montreuil per Dans la forêt sombre et mystérieuse.[5]